# Önningebyfjärden
Önningebyfjärden är en fjärd på Åland söder om Önningeby i Jomala och strax öster om Lemströms kanal som delar kommunerna Jomala och Lemland. Önningebyfjärden utgör en del av den större havsfjärden Lumparn. Genom Lemströms kanal är Önningebyfjärden förbunden med Slemmern i väster.